# Réseau d’hôpitaux de Jérusalem-Est

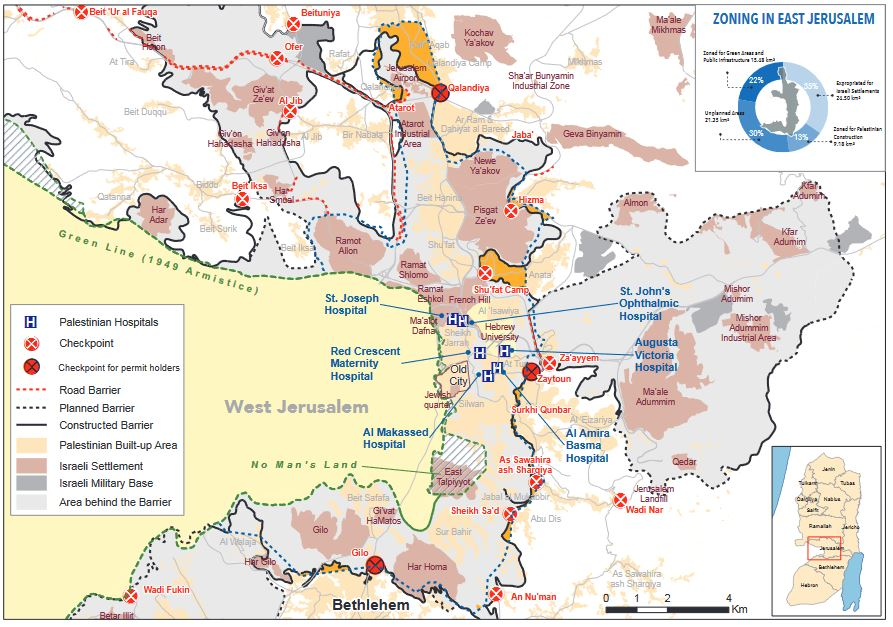
Réseau hospitalier de Jérusalem-Est

Le Réseau des hôpitaux de Jérusalem-Est, en anglais East Jerusalem Hospitals Network (EJHN) (en arabe : شبكة مستشفيات القدس الشرقية) est un réseau de six hôpitaux à Jérusalem-Est. Le réseau a été fondé en 1997 avec le soutien de l'homme politique palestinien Faisal Husseini. Le réseau joue un rôle crucial dans le système de santé palestinien.

## Les six hôpitaux
Les six hôpitaux sont,
- Hôpital Augusta Victoria, As-Sawana (Mont des Oliviers)[4],[5]
- Hôpital Makassed, At-Tur (Mont des Oliviers)
- Groupe hospitalier ophtalmologique Saint-Jean (Cheikh Jarrah)
- Maternité du Croissant-Rouge (également appelée Hôpital de la Société palestinienne du Croissant-Rouge)[6]
- Centre Princesse Basma pour enfants handicapés[7]
- Hôpital Saint-Joseph, Cheikh Jarrah, (dirigé par les Sœurs de Saint-Joseph de l'Apparition)

## Conférences
- Première conférence annuelle : « Construire un réseau, améliorer les soins aux patients », 8 et 9 décembre 2011, à Jérusalem
- Deuxième conférence annuelle : 2e conférence annuelle des hôpitaux de Jérusalem-Est « Vers l'excellence en cas de crise », 30 janvier 2013, Jérusalem
- Troisième conférence, 29 janvier 2014, Jerusalem[8]

## Gestion
- Abdel-Qader Husseini, président
- Walid Namour, secrétaire général